# Bisättning

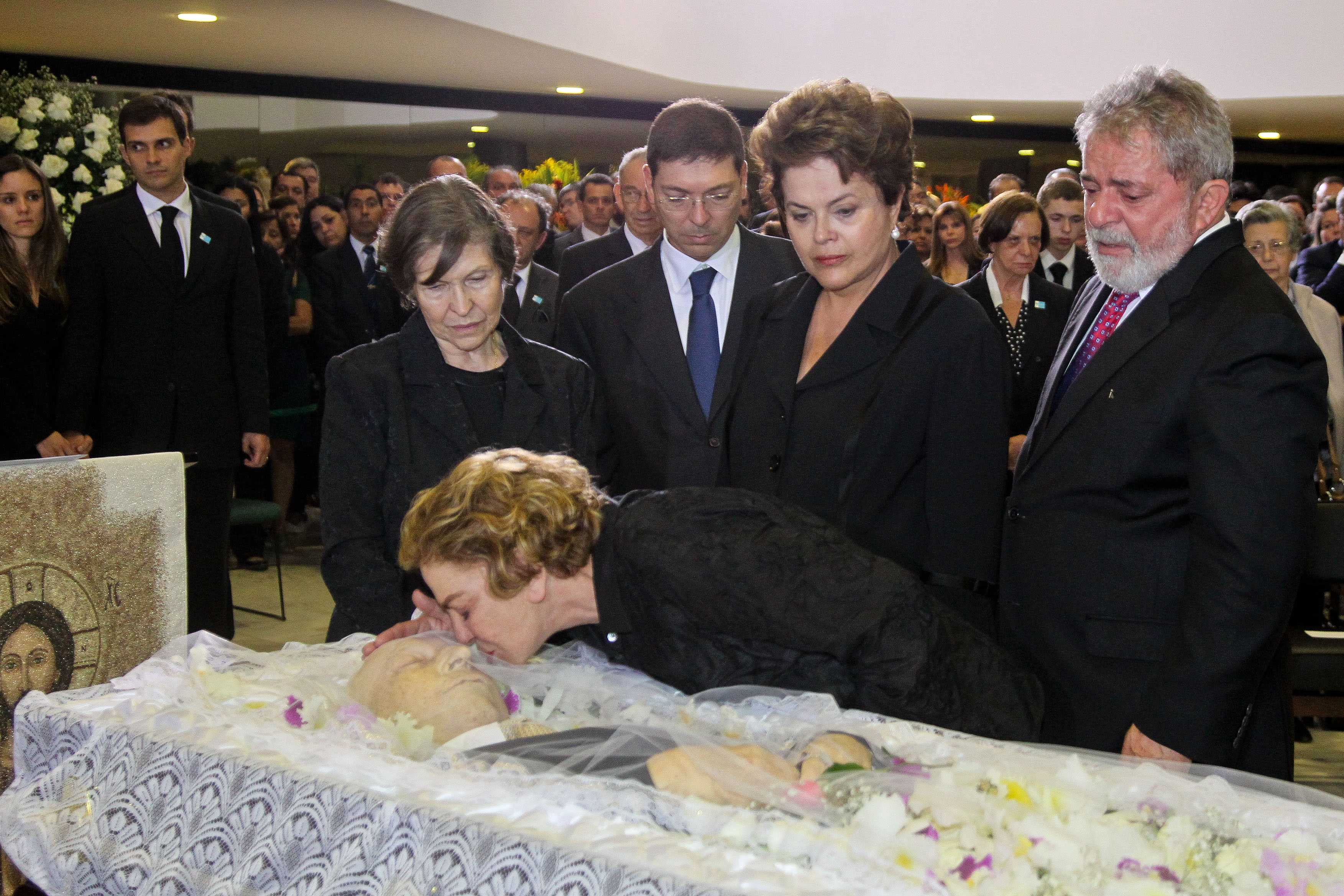
Bisättning av Brasiliens vicepresident José Alencar 2011.

Bisättning kallas det skeende då en avliden person placeras i ett kapell eller dylikt i väntan på begravningsdagen. I samband med bisättningen kan de anhöriga be att få se den avlidna i kistan; formellt kallas detta visning av avliden.